# Britney/Brittany
"Britney/Brittany" (tạm dịch: "Britney hay Brittany") là tập phim thứ hai mùa hai của sê-ri phim Glee. Tập phim được trình chiếu trên kênh Fox vào ngày 28 tháng 9 năm 2010.Được đạo diễn và kịch bản bởi Ryan Murphy.Tập phim gồm bảy bản cover do nhóm New Direction trình bày.

## Nội dung
Will Schuester nói muốn nhóm trình bày một bài hát kinh điển cho buổi sinh hoạt của trường trung học McKinley, nhưng Kurt lại phản đối để bài hát của nhóm thay là các bài hát của Britney Spears. Brittany nói rằng mình không muốn hát bài hát của Britney vì mình cũng có cùng tên với cô ấy.